# Friedrich Christoph Weisser

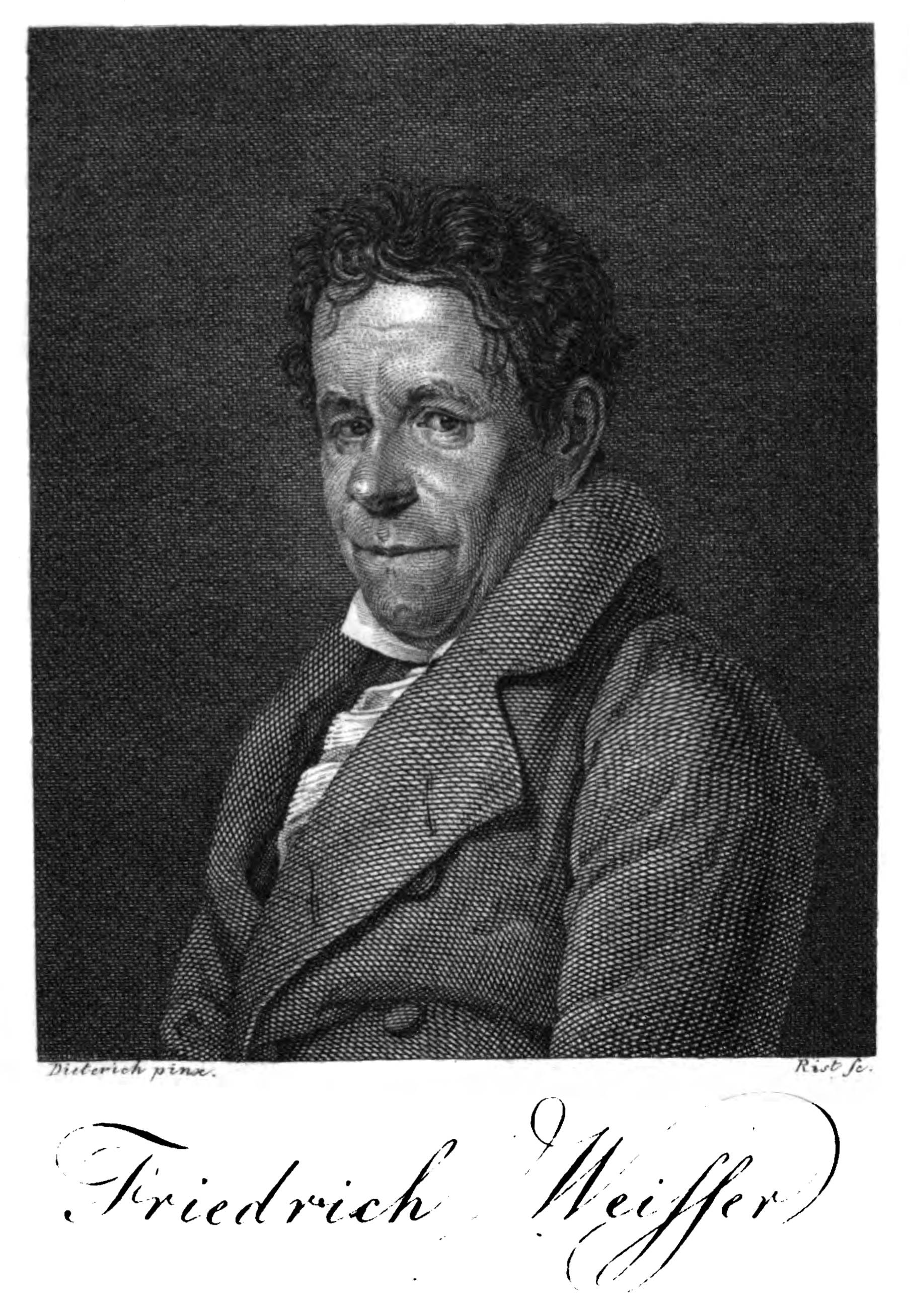
Friedrich Christoph Weisser

Friedrich Christoph Weisser (* 7. März 1761 in Stuttgart; † 9. Januar 1836 ebenda) war ein deutscher Schriftsteller.

## Leben
Weisser war der Sohn eines Buchbindermeisters. 1793 erschienen erste Prosaschriften von ihm in der Tübinger Monatsschrift Flora. 1804 folgte die erste Buchausgabe seiner Werke. Zusammen mit Friedrich Haug gab er eine 10-bändige Epigrammatische Anthologie (Stuttgart 1807–1809) heraus. Außerdem ist Weisser für seine 1822 in Berlin erschienene Bearbeitung von Grimmelshausens Barockroman Schalkheit und Einfalt, oder der Simplicissimus des siebzehnten Jahrhunderts im Gewande des neunzehnten bekannt.

## Werke
- Acht Romanzen. Dyck, Leipzig 1804.
- Kleine Satyren und Tändeleyen. Dyck, Leipzig 1805.
- Scherz- und ernsthafte Novellen. Leipzig 1808.

- Tausendundeiner Nacht, Mährchen der Scheherezade. Nacherzählung. 6 Bde., Leipzig 1809–1812.
- Mährchen, Erzählungen und Anecdoten. Frankfurt am Main 1816.
- Sämtliche prosaische Werke. Sechs Bände. Metzler, Stuttgart 1818/1819.
- Über den Büchernachdruck. Stuttgart 1820.
- Schalkheit und Einfalt oder Der Simplicissimus des siebzehnten Jahrhunderts im Gewande des neunzehnten. Zwei Bände. Schüppel, Berlin 1822.
- Poetische Satyren und scherzhafte Gedichte. Berlin 1823.
- Poetisch-satyrische Pinselstriche. Ulm 1823.
- Muse und Musse. Ulm 1824.
- Ernste und heitere Stunden. Berlin 1824.
- Romanzen und erzählende Gesänge, Fabeln und Anecdoten. Schüppel, Berlin 1823.
- Ernste, fröhliche und scherzende Muse. Zwei Bände. Halle 1826/1827.